# Evangelizam
Evangelizam, također nazvan evanđeosko kršćanstvo ili evanđeoski protestantizam, svjetski je međudenominacijski pokret unutar protestantizma koji primarni naglasak stavlja na evangelizaciju i smatra da se bit Evanđelja sastoji od dogme spasenja samo milošću, isključivo kroz vjeru u Isusa Krista.

Tijekom reformacije to je značilo prihvaćanje Augsburške ispovijesti vjere, za razliku od pripadnosti katoličanstvu ili reformiranim crkvama. Ovo značenje izraza još je uvijek na snazi u Europi i pojavljuje se u službenim nazivima mnogih luteranskih crkava. U 18. stoljeću, oni koji su podržavali Protestantsku crkvu Engleske bili su poznati kao evangelici. Engleski evangelici naglašavali su važnost Svetog pisma, potrebu za održavanjem vjere, potrebu za visokim osobnim moralom i posrednim pomirenjem.